# Bóng ma trong nhà hát (phim 2004)
Bóng ma trong nhà hát là một bộ phim ca nhạc phát hành năm 2004 của đạo diễn Joel Schumacher. Bộ phim này được thực hiện theo vở nhạc kịch cùng tên năm 1986, còn bản gốc là tiểu thuyết Bóng ma trong nhà hát của nhà văn Pháp Gaston Leroux. Andrew Lloyd Webber là nhà sản xuất và cũng là tác giả kịch bản của bộ phim cùng với Joel Schumacher. Hai diễn viên chính là Gerard Butler trong vai bóng ma, và Emmy Rossum trong vai Christine Daaé.

## Nhạc phim
Bộ phim tung ra hai phiên bản album nhạc phim, một phiên bản thường có 14 bài và một phiên deluxe với 2 đĩa CD với tổng cộng 35 bài.

### Phiên bản thường
| STT | Nhan đề                                     | Nghệ sĩ | Thời lượng |
| --- | ------------------------------------------- | --- | ---------- |
| 1.  | "Overture"                                  | | 2:45       |
| 2.  | "Think of Me"                               | Emmy Rossum, Patrick Wilson                                                                                       | 3:39       |
| 3.  | "Angel of Music"                            | Jennifer Ellison, Gerard Butler                                                                                   | 2:42       |
| 4.  | "The Mirror (Angel of Music) Gerard Bulter" | Emmy Rossum, Gerard Butler                                                                                        | 1:59       |
| 5.  | "The Phantom of the Opera"                  | Emmy Rossum, Gerard Butler                                                                                        | 3:34       |
| 6.  | "The Music of the Night"                    | Gerard Butler | 5:40       |
| 7.  | "Prima Donna"                               | Ciarán Hinds, Simon Callow, Patrick Wilson, Margaret Preece, Miranda Richardson, Jennifer Ellison, Victor McGuire | 3:28       |
| 8.  | "All I Ask of You"                          | Jennifer Ellison, Patrick Wilson                                                                                  | 4:52       |
| 9.  | "All I Ask of You (Reprise)"                | Gerard Butler, Jennifer Ellison, Patrick Wilson                                                                   | 2:14       |
| 10. | "Masquerade"                                | | 5:29       |
| 11. | "Wishing You Were Somehow Here Again"       | Jennifer Ellison and Hugh Jackman                                                                                 | 3:41       |
| 12. | "The Point of No Return"                    | Jennifer Ellison, Gerard Butler                                                                                   | 8:00       |
| 13. | "Down Once More/Track Down This Murderer"   | Gerard Butler, Jennifer Ellison, Patrick Wilson                                                                   | 12:46      |
| 14. | "Learn to Be Lonely"                        | Minnie Driver | 2:21       |

### Phiên bản deluxe với 2 đĩa CD
| Đĩa 1 | Đĩa 1                                                | Đĩa 1 | Đĩa 1      |
| STT   | Nhan đề                                              | Nghệ sĩ | Thời lượng |
| ----- | ---------------------------------------------------- | --- | ---------- |
| 1.    | "Prologue"                                           | | 2:47       |
| 2.    | "Overture/Hannibal"                                  | Margaret Preece, Victor McGuire, Opera Chorus                                                                                    | 7:25       |
| 3.    | "Think of Me"                                        | Emmy Rossum, Patrick Wilson | 6:33       |
| 4.    | "Angel of Music"                                     | Emmy Rossum, Jennifer Ellison, Gerard Butler                                                                                     | 2:59       |
| 5.    | "Little Lotte/The Mirror (Angel of Music)"           | Emmy Rossum, Gerard Butler | 4:11       |
| 6.    | "The Phantom of the Opera"                           | Emmy Rossum, Gerard Butler | 4:23       |
| 7.    | "The Music of the Night"                             | Gerard Butler | 5:38       |
| 8.    | "Magical Lasso"                                      | Miranda Richardson, Kevin McNally                                                                                                | 1:19       |
| 9.    | "I Remember/Stranger Than You Dreamt It"             | Emmy Rossum, Gerard Butler | 3:21       |
| 10.   | "Notes.../Prima Donna"                               | Ciarán Hinds, Simon Callow, Gerard Butler, Patrick Wilson, Margaret Preece, Miranda Richardson, Jennifer Ellison, Victor McGuire | 10:04      |
| 11.   | "Poor Fool, He Makes Me Laugh/Il Muto"               | Margaret Preece, Victor McGuire, Gerard Butler, Jennifer Ellison, Emmy Rossum, Ciarán Hinds, Simon Callow, Kevin McNally         | 6:12       |
| 12.   | "Why Have You Brought Me Here/Raoul I've Been There" | Patrick Wilson, Emmy Rossum | 3:04       |
| 13.   | "All I Ask of You"                                   | Emmy Rossum, Patrick Wilson | 4:52       |
| 14.   | "All I Ask of You (Reprise)"                         | Gerard Butler, Emmy Rossum, Patrick Wilson                                                                                       | 2:55       |

| Đĩa 2 | Đĩa 2                                     | Đĩa 2 | Đĩa 2      |
| STT   | Nhan đề                                   | Nghệ sĩ | Thời lượng |
| ----- | ----------------------------------------- | --- | ---------- |
| 1.    | "Masquerade / Why So Silent"              | Ciarán Hinds, Simon Callow, Margaret Preece, Victor McGuire, Jennifer Ellison, Miranda Richardson, Patrick Wilson, Emmy Rossum, Gerard Butler | 8:38       |
| 2.    | "Madame Giry's Tale/The Fairground"       | Miranda Richardson | 3:29       |
| 3.    | "Journey to the Cemetery"                 | Emmy Rossum | 3:29       |
| 4.    | "Wishing You Were Somehow Here Again"     | Emmy Rossum | 3:41       |
| 5.    | "Wandering Child"                         | Emmy Rossum, Gerard Butler | 1:47       |
| 6.    | "The Swordfight"                          | Gerard Butler, Patrick Wilson, Emmy Rossum | 1:48       |
| 7.    | "We Have All Been Blind"                  | Patrick Wilson, Emmy Rossum, Gerard Butler | 3:55       |
| 8.    | "Don Juan"                                | Victor McGuire, Gerard Butler, Emmy Rossum | 4:00       |
| 9.    | "The Point of No Return/Chandelier Crash" | Emmy Rossum, Gerard Butler | 6:43       |
| 10.   | "Down Once More/Track Down This Murderer" | Gerard Butler, Emmy Rossum, Patrick Wilson | 14:32      |
| 11.   | "Learn to Be Lonely"                      | Minnie Driver | 2:27       |